# Drico Alves
Adriano Sobral Alves e Silva (Rio de Janeiro, 18 de abril de 2002), mais conhecido como Drico Alves, é um ator brasileiro.

## Biografia
Adriano Alves, é ator desde os nove anos. Carioca, começou com campanhas publicitárias e em 2013, estreou na novela Joia Rara. Logo após seu término, Adriano ingressou na novela Império, onde deu vida ao personagem Victor, logo após a novela foi convidado para apresentar um programa infantil de culinária, chamado Tem Criança Na Cozinha, onde ele assume a bancada junto de seus ajudantes mirins Thiago e Lara.
Em 2017 participa da novela A Força do Querer, dando vida a um cosplay chamado Yuri, logo após foi convidado pela RecordTV para interpretar Nemestrino na novela Jesus.
No ano de 2022, Drico estreou no remake da novela Pantanal na TV Globo como o protagonista José Leôncio na adolescência.

## Filmografia

### Televisão
| Ano  | Título                 | Personagem                                    | Notas                      |
| ---- | ---------------------- | --------------------------------------------- | -------------------------- |
| 2013 | Joia Rara              | Norbu                                         |                            |
| 2014 | Império                | Victor da Conceição dos Anjos Bastos Medeiros |                            |
| 2015 | Tem Criança na Cozinha | Apresentador                                  |                            |
| 2017 | A Força do Querer      | Yuri Garcia Junqueira                         |                            |
| 2018 | Jesus                  | Nemestrino                                    |                            |
| 2022 | Pantanal               | José Leôncio (jovem)                          | Episódio: "28-29 de março" |
| 2023 | Travessia              | Ivan                                          |                            |
| 2023 | Fuzuê                  | Pascoal (jovem)                               | Episódio: "9 de setembro"  |

### Cinema
| Ano  | Título       | Personagem |
| ---- | ------------ | ---------- |
| 2022 | Eu Sou Maria | Henrique   |

## Prêmios e indicações
| Ano  | Prêmio                      | Categoria            | Nomeação          | Resultado |
| ---- | --------------------------- | -------------------- | ----------------- | --------- |
| 2015 | Prêmio Contigo de TV        | Melhor Ator Infantil | Império           | Indicado  |
| 2017 | Melhores do Ano             | Ator/Atriz Mirim     | A Força do Querer | Indicado  |
| 2017 | Prêmio Contigo! Online 2017 | Melhor Artista Mirim | A Força do Querer | Indicado  |